# Estrategia (ajedrez)

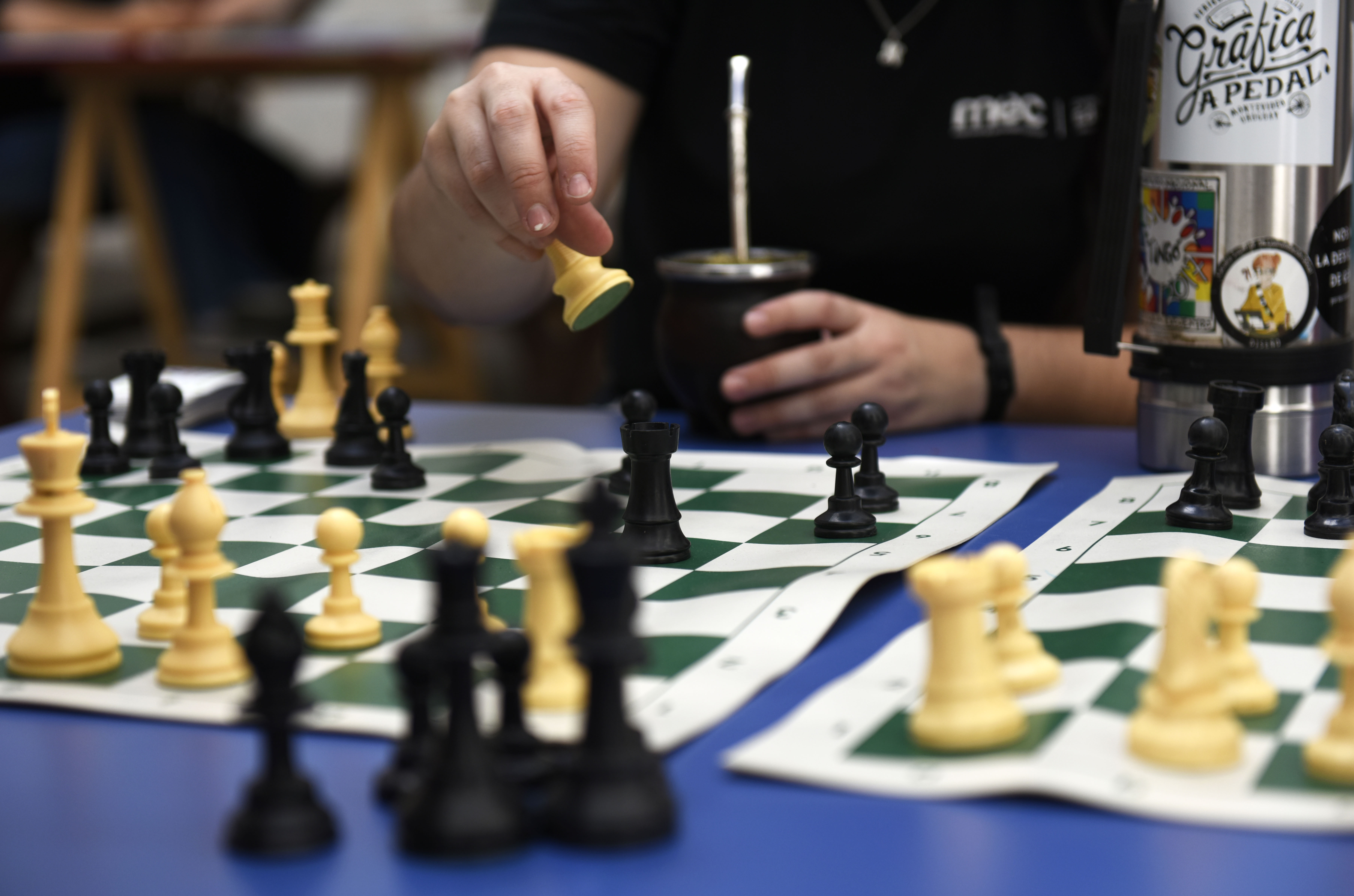

La estrategia de ajedrez tiene  que ver con la evaluación de posiciones de ajedrez y con la elaboración de objetivos y tácticas a largo plazo para los movimientos futuros. Durante la evaluación, un jugador tiene que tener en cuenta el valor de las piezas en el tablero, la estructura de peones, la seguridad del rey, la posición y control de casillas clave y de grupos de casillas (diagonales, columnas abiertas, debilidad de las casillas blancas o negras, etc).
La estrategia más básica es contar el valor total de las piezas de ambos bandos. Los puntos con los que se valoran estas piezas están basados en la experiencia. Normalmente los peones se considera que valen un punto, los caballos y alfiles tres, las torres cinco y la dama nueve, la diferencia entre una torre y una pieza menor (caballo o alfil) se denomina calidad. El valor equivalente del rey en el final es cuatro puntos. Estos valores básicos son modificados por otros factores como la posición de las piezas (p.ej. los peones avanzados normalmente son más valiosos que estos en la posición inicial), la coordinación entre piezas (p.ej. un par de alfiles normalmente se coordinan mejor que un alfil y un caballo) o el tipo de posición (los caballos son generalmente mejores en posiciones cerradas con muchos peones mientras que los alfiles son más poderosos en posiciones abiertas).
Otro factor importante en la evaluación de posiciones de ajedrez es la estructura de peones o esqueleto de peones. Como los peones son las piezas más inmóviles del ajedrez, la estructura de peones es relativamente estática y en gran manera determina la naturaleza estratégica de la posición. Las debilidades en la estructura de peones, como los peones aislados, doblados o retrasados y los agujeros o holes, una vez creados, normalmente la debilidad es permanente. Por tanto, hay que tener un cuidado especial para evitar dichas debilidades a menos que se compensen por otras ventajas, como la posibilidad de llevar a cabo un ataque.

## Valor de las piezas
La ventaja de material se aplica estratégica y tácticamente. Generalmente una ventaja de piezas o un conjunto de piezas más potentes significa más oportunidades de victoria. Una estrategia fundamental y una regla táctica es capturar las piezas del oponente mientras que se conserva una propia que sea capaz de dar mate, incluso un peón.
Los alfiles y los caballos son piezas menores. Un caballo tiene aproximadamente el mismo valor que un alfil, pero menos que una torre. Las torres y la dama se llaman piezas mayores. Los alfiles son normalmente considerados como ligeramente superiores a los caballos en posiciones abiertas, especialmente hacia el final de la partida cuando muchas de las piezas son capturadas, mientras que los caballos tienen ventaja en posiciones cerradas. La posesión de la pareja de alfiles es un arma particularmente poderosa, especialmente si el oponente no la tiene.
Tres peones son más útiles que un caballo en el final, pero en el medio juego un caballo es más potente. Dos piezas menores son más fuertes que una sola torre. Dos torres son un poco más fuertes que una dama.
Un sistema simple para valorar material es:
| Pieza   | Valor    |
| ------- | -------- |
| Peón    | 1        |
| Alfil   | 3        |
| Caballo | 3        |
| Torre   | 5        |
| Dama    | 9        |
| Rey     | El juego |
Bajo un sistema como éste, dejarse un caballo para ganar una torre ("ganar la calidad") concede una ventaja equivalente a dos peones. Este sistema por supuesto ignora complicaciones como la posición actual y la libertad de las piezas involucradas, pero es un buen punto de partida. En una posición abierta, los alfiles serán más valiosos que los caballos (una pareja de alfiles puede valer 7 puntos o más en algunas situaciones). Por el contrario, en una posición cerrada, los alfiles valen menos que los caballos. El rey no tiene un valor asignado por lo tanto su valor es 0 o infinito, ya que es la única pieza del tablero que no puede ser capturada, cuando se encuentra amenazado por una o más piezas enemigas y no tiene una casilla donde colocarse a salvo o no hay ninguna pieza propia que pueda cubrir la o las amenazas, se dice que está en jaque mate.

## Evaluación de posiciones
Si el material de los dos bandos está equilibrado, el bando que controle más espacio en el tablero normalmente tendrá ventaja. Más espacio significa más opciones, que pueden ser explotadas táctica y estratégicamente. Si todas las piezas de uno están desarrolladas y no hay trucos tácticos o aparentemente ningún plan prometedor a largo plazo, se podría intentar encontrar un movimiento que aumente la influencia de la pieza movida, particularmente en el centro. Sin embargo, en algunas aperturas hipermodernas, un jugador acepta tener menos espacio durante un periodo de tiempo para desarrollar un ataque en el medio juego. Esta es una característica del ajedrez hipermoderno en el que el centro no se controla colocando piezas en él, sino controlando las casillas centrales a distancia.

## Defendiendo piezas
Es importante defender las piezas propias incluso si no están amenazadas directamente, especialmente el rey. Esto ayudará a parar posibles planes de ataque futuros del oponente. Esta visión tiene un antecedente en la teoría de Aron Nimzowitsch que se refería a ello como sobreprotección. De forma similar, si un jugador reconoce que hay piezas del oponente indefensas, debe tomar ventaja de la debilidad de estas piezas.

## Cambios de piezas
Cambiar piezas significa capturar una pieza enemiga y permitir que una pieza propia del mismo valor sea capturada. Por norma general, el intercambio de piezas facilita la tarea del defensor que típicamente tiene menos espacio para operar.
Los intercambios de piezas normalmente son deseables para un jugador que tiene una ventaja de material, ya que acerca la posición al final y por tanto, deja al oponente con menos tiempo para recuperar el terreno. En el final incluso una ventaja de un simple peón puede decidir la partida.
Cuando se juega contra jugadores fuertes, muchos principiantes intentan constantemente cambiar piezas "para simplificar las cosas". Sin embargo, los jugadores fuertes son a menudo relativamente fuertes en los finales, mientras que los errores son más comunes durante el más complicado medio juego.
Nótese que la expresión "ganar la calidad" tiene un especial significado como se menciona arriba: ganar una torre por una pieza menor (un alfil o un caballo).

## Piezas específicas

### Peones
En el final, los peones pasados (aquellos que no pueden ser entorpecidos hacia la coronación) son fuertes, especialmente si están avanzados. Un peón pasado en la séptima fila es tan fuerte como una torre (si está bien defendido) porque obliga al rival a estar pendiente del mismo y frecuentemente decide las partidas. 

### Caballos
Los caballos son piezas a las que se persiguen fácilmente con movimientos de peones. Por tanto, es importante para los caballos estar situados en "agujeros" en la posición enemiga donde no puedan ser atacados por un peón. Una vez que se identifica un agujero, se deberá realizar una maniobra para llevar a un caballo a esa ubicación. Un caballo en la quinta fila que no pueda ser atacado por un peón es una fuerte ventaja y el mismo caballo en la sexta fila es prácticamente igual que una torre. A menos que haya una buena razón para ello, los caballos no deberán colocarse en el extremo o las esquinas del tablero porque se reduce en gran medida el número de casillas que controlan.

### Alfiles
Un alfil siempre permanece en casillas del color en el que empezaron. Esto no es una gran preocupación para un jugador que sigue teniendo ambos alfiles, pero si sólo tenemos uno, las casillas del color contrario son más difíciles de controlar. Cuando esto ocurre, los peones deben moverse a casillas del color contrario. Así, no bloquearán al propio alfil y los peones enemigos enfrentados a ellos se colocarán en casillas del color de nuestro alfil siendo más vulnerables.
Si no hay ninguna casilla buena obvia para desarrollar el alfil, se puede considerar desarrollarlo en fianchetto: peón g3 y alfil g2, u otras posiciones análogas (peón en b3 alfil en b2 y para las negras peón en g6, alfil en g7 y peón en b6, alfil en b7). Esta estructura forma una fuerte defensa para el rey enrocado y el alfil frecuentemente ejerce presión sobre las grandes diagonales (h1-a8 o a1-h8). Después de un fianchetto, no se debe permitir cambiar el alfil fianchetado fácilmente (a no ser que se cambie por el alfil del contrario del mismo color y se ocupe con el rey dicha casilla) porque los agujeros alrededor del rey pueden ser fatales.
Para decidir si un caballo o un alfil es más poderoso en una posición dada, se tienen que analizar varios aspectos: si la partida es "cerrada" con varias formaciones de peones entrelazadas, los caballos serán más fuertes porque pueden saltar sobre los peones mientras que los alfiles están bloqueados. Un alfil es también débil si está permanentemente bloqueado por sus propios peones, que están colocados en el color equivocado. En una partida abierta con acción en ambos lados del tablero, los alfiles serán más fuertes que los caballos debido a su mayor recorrido. Esto es realmente notorio en el final, si los peones pasados corren en ambos flancos, los alfiles normalmente serán superiores a los caballos.
Un final en que las dos partes tienen alfiles de distinto color es casi siempre tablas incluso aunque un bando tenga dos peones de ventaja. Debido a que los peones se pueden parar fácilmente en las casillas del color contrario.

### Torres
Las torres son potentes en las columnas abiertas o semiabiertas (las columnas que no contienen peones del propio color o de ningún color). Las torres en la séptima fila pueden ser muy poderosas ya que atacan peones que sólo pueden ser defendidos por otras piezas, no por otros peones y pueden bloquear al rey enemigo. Un par de torres blancas en la séptima fila (o negras en la segunda) es frecuentemente un signo de una posición ganadora.
En el final, si existe un peón pasado, éste es un candidato para la promoción, las torres, amigas y enemigas de los peones a la vez, generalmente permanecen detrás del peón en vez de enfrente de él, ver la regla de Tarrasch.

### Dama
Las damas son las piezas más fuertes de una partida de ajedrez. Son extremadamente versátiles y puede amenazar muchas piezas a la vez. Por esta razón, los mates involucrando la dama son mucho más fáciles de conseguir que estos que no la tienen. La pérdida de la dama normalmente dará como resultado la pérdida de la partida, generalmente es deseable retardar el desarrollo de la dama hasta que estén desarrollados los caballos y los alfiles. No obstante, es importante recordar que la pérdida de la dama no siempre conduce a la pérdida de la partida. Generalmente a los jugadores tácticos no les gusta cambiar la damas, sin embargo, a los jugadores posicionales sí les gusta cambiar las damas ya que así reducen la aparición de combinaciones.

### Rey
Durante el medio juego, el rey suele permanecer en una esquina detrás de sus peones. El movimiento de estos peones debe evitarse porque debilita la posición del rey, aunque si esta debilidad se compensa con otras ventajas puede realizarse en ciertos casos. Sin embargo, cuando las torres dejan la primera fila, hay un peligro de que una torre enemiga invada dicha fila dando jaque mate, así que algunas veces es necesario mover uno de los peones para evitar la amenaza de mate, este mate es conocido como mate del pasillo.
En el final, el rey se convierte en una pieza fuerte. Con el material reducido, no son preocupantes los mates rápidos y moviendo el rey hacia el centro del tablero le da más oportunidades de escapar de los ataques y permite al rey controlar un mayor número de casillas importantes.

## Citas
- "La estrategia requiere pensamiento, la táctica requiere observación." - Max Euwe
- "Cuando veas un buen movimiento: espera - busca uno mejor." - Emanuel Lasker